# ليقناب (أشترينان)
لیقناب (بالفارسية: لیقناب) هي مستوطنة تقع في إيران في قسم أشترینان الريفي. يقدر عدد سكانها بـ 175 نسمة .